# Aeronau experimental

Rutan Voyager, la primera aeronau en volar al voltant del món sense recarregar combustible, és un notable exemple d'una aeronau experimental

En termes generals, una  aeronau experimental  és una aeronau que no ha estat completament provada en vol. Usualment, el títol experimental implica que hi ha alguna nova tecnologia aeroespacial que s'està provant amb l'aeronau. Normalment, les aeronaus experimentals són les que volen amb un certificat d'experimental, encara que de vegades es confonen les aeronaus experimentals amb les aeronaus casolanes, ja que, de fet, moltes aeronaus casolanes porten el certificat d'experimental, però hi ha uns tipus d'aeronaus que són construïdes amb fins experimentals i que no tenen res de casolanes.

## Avions experimentals destacats en la història
Es pot esmentar com a primera  aeronau experimental  destacable el Wright Flyer, també conegut com l'avió dels germans Wright, que va ser la primera màquina voladora a motor, després de diversos prototips, es va aconseguir la gesta del primer vol el 17 de desembre de 1903. Hi va haver altres casos de vols amb tècniques diferents, com ara el vol del brasiler Santos Dumont.

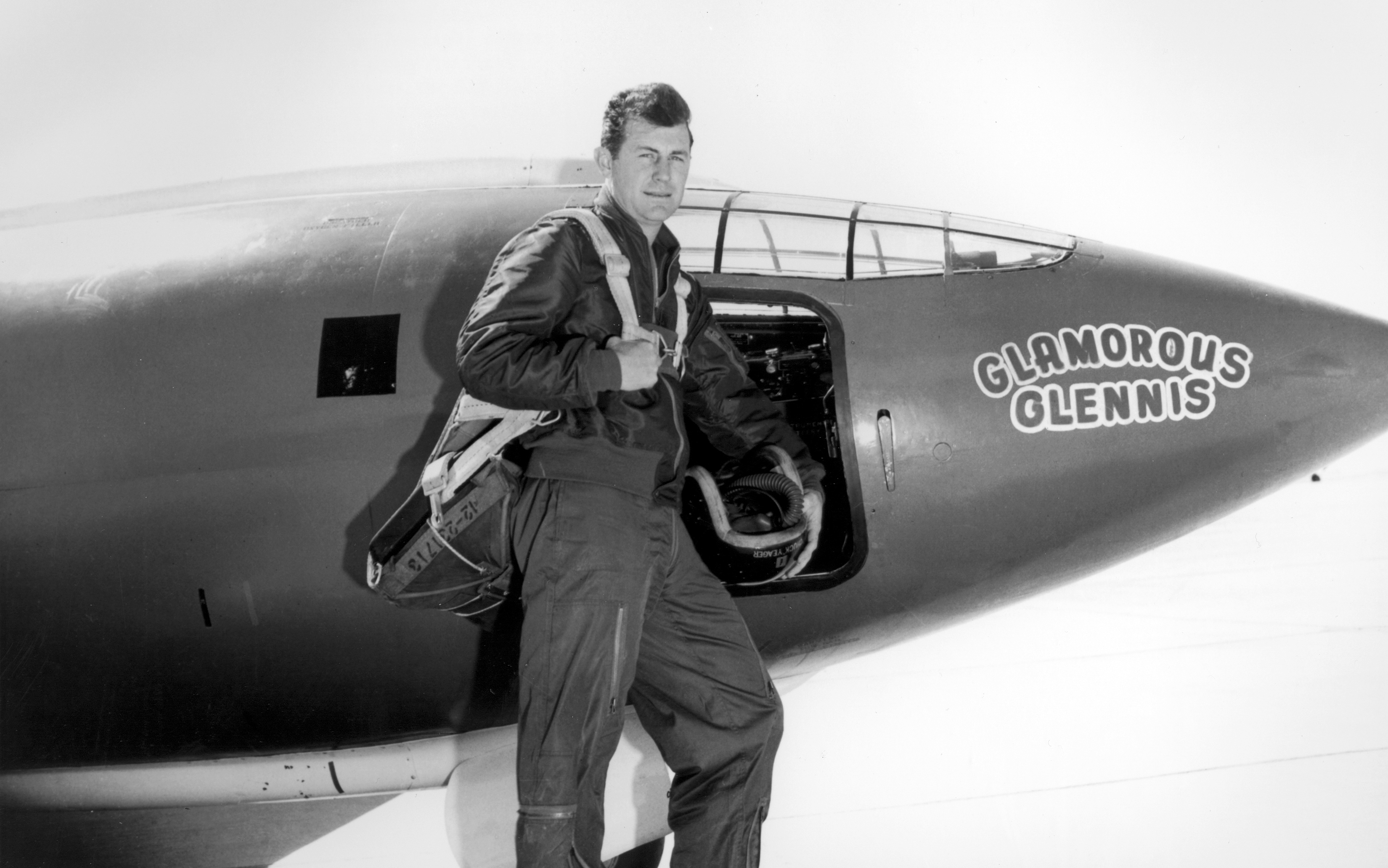
Chuck Yeager davant del Bell X-1, batejat poc després com Glamorous Glennis

El 14 d'octubre de 1947, el capità Charles Yeager de la USAF va volar a l'avió Bell X-1 #46-062, que va rebre el nom de  Glamorous Glennis . L'aeronau, impulsada per un motor de coet, va ser llançada des del ventre d'un B-29 modificat i va planejar fins a aterrar en una pista preparada per l'esdeveniment. En aquest vol el pilot va creuar la "barrera del so" aconseguint arribar als 1.078 km/h o Mach 1,05 a 12.800 m (oficialment aquesta fou la primera vegada en la història, encara que hi ha pilots que reporten haver-la creuat amb anterioritat). Només uns dies més tard aquest avió va aconseguir un rècord d'altitud en arribar als 21.372 m.
Aquest avió seria l'origen més tard d'una sèrie d'avions experimentals anomenats Avions X.
El Hawker P.1127 va ser un avió experimental que va conduir a mitjans dels 60 'a la generació d'avions Harrier. El Hawker Siddeley Harrier va ser el primer caça amb capacitats V/STOL (enlairament i aterratge vertical), col·loquialment anomenat "jump jet". El Harrier va ser l'únic disseny V/STOL realment reeixit dels molts que van sorgir en la dècada del 1960.

## Aeronaus experimentals als Estats Units i altres nacions
Els Estats Units i Austràlia tenen lleis molt més flexibles que altres països sobre les aeronaus experimentals, això contribueix a una gran quantitat d'avions casolans que volen avui dia, alguns importats i altres exmilitars .

### Regles de l'AFA per a aeronaus experimentals
L'Administració Federal d'Aviació (AFA) dels Estats Units, requereix que un certificat especial sigui inclòs amb els papers oficials associats a cada aeronau. Les aeronaus produïdes per un fabricant certificat passaran per un període extensiu de proves per verificar que siguin segurs per volar. Aquestes proves ho cobreixen tot, des d'enginyeria i construcció fins a les característiques de vol de l'avió. Una vegada que s'hagin completat satisfactòriament les proves, se li assigna un certificat al disseny de l'avió que indica el tipus d'aeronau i en quin estat està (si és un prototip, si està en servei, etc.), al dissenyador de l'aeronau se li atorga un altre certificat. Les aeronaus que no compleixin amb els requeriments, hauran de complir altres requeriments per aconseguir un certificat especial com experimental.

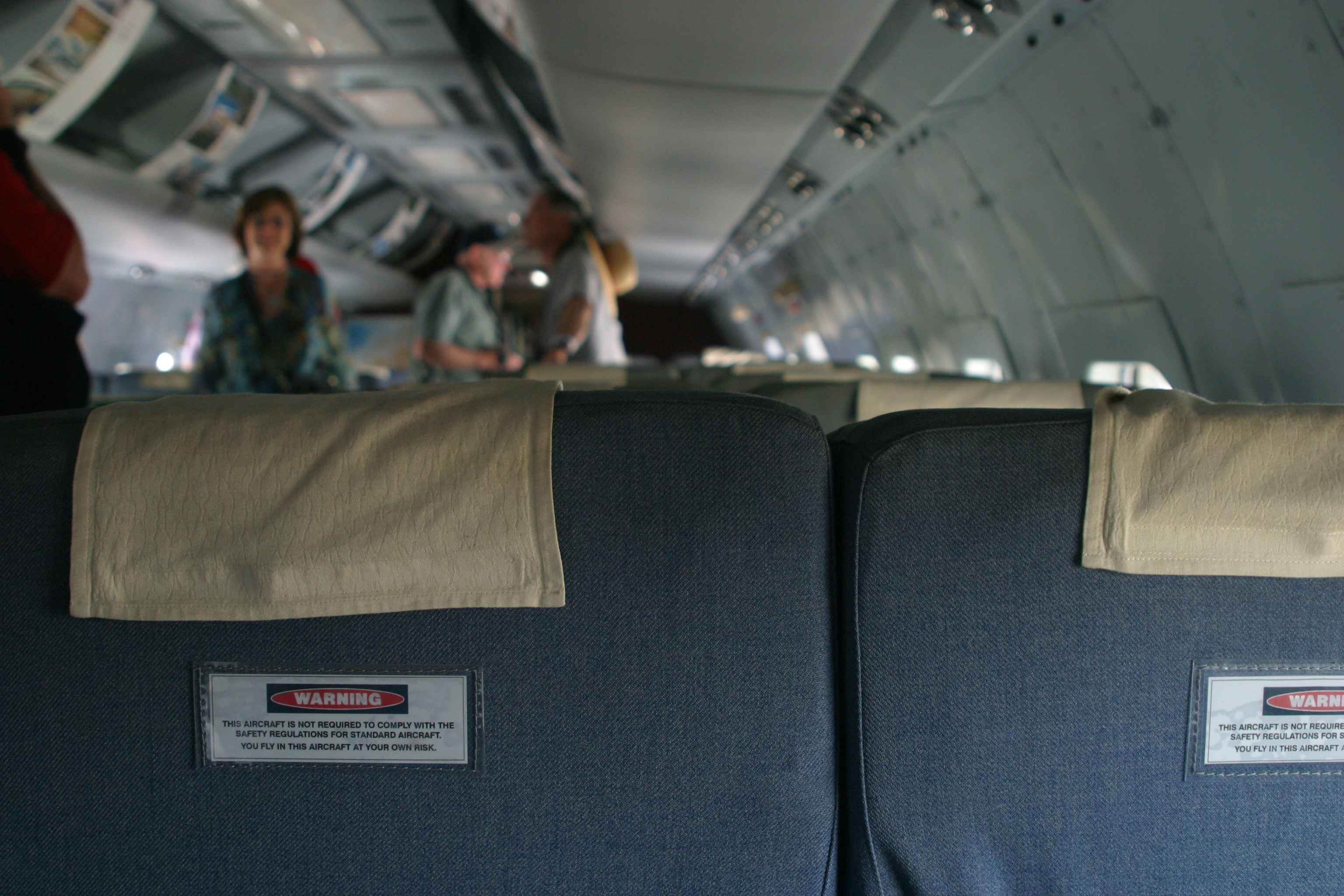
Interior de l'aeronau experimental Lockheed L1049 Super Constellation VH-EAG, el rètol diu: "Advertiment: Aquesta aeronau pot no complir amb les regulacions de seguretat de les aeronaus convencionals. Vostè vola en aquesta aeronau sota el seu propi risc."

Els certificats de seguretat aeroespacial per a aeronaus experimentals de l'AFA certifiquen per a vuit propòsits:
- Investigació i desenvolupament - Aeronaus el propòsit de les quals és provar nous dissenys, equipaments, o tècniques operacionals
- Mostrar conformitat amb les reglamentacions -- Una aeronau que és construïda per demostrar la seguretat del disseny.
- Entrenament de la tripulació -- Una aeronau usada específicament per a entrenament que, per alguna raó, no va adquirir un certificat estàndard. Per exemple, la NASA utilitza un Gulfstream II altament modificat per entrenar als pilots en la simulació d'aterratge d'un Transbordador espacial.
- Exhibició
- Carreres aèries
- Estratègia de mercat -- Demostració d'una aeronau
- Aeronaus casolanes/fetes amb un Kit